# Біла ескадрилья
Біла ескадрилья (рум. Escadrila Albă) — підрозділ санітарних літаків Королівських військово-повітряних сил Румунії, укомплектований льотчицями, які носили знаки розрізнення Червоного Хреста. Румунія стала єдиною країною у світі, в якій під час Другої світової було таке військове формування.
Ідея створити підрозділ санітарних літаків з пілотами-жінками належала представниці румунського княжого роду Штірбей Марині Штірбу (членкині Центрального комітету Червоного хреста Румунії). Ескадрилья була створена в 1940 році, оснащена в основному польськими літаками, що дісталися Румунії після окупації Польщі. Першими пілотесами загону стали Надя Руссо, Маріана Дреджеску і Вірджинія Томас. Пізніше підрозділ поповнився й іншими льотчицями. Під час Другої світової війни ескадрилья займалася евакуацією поранених зі Східного фронту. Ескадрилья була задіяна в Бессарабії, під Одесою (1941), в Сталінграді (1942) та в Криму (1943). У 1942 році ескадрилья перейменована в 108-у легку транспортну ескадрилью і увійшла до складу Військово-повітряної транспортної групи разом з 105 і 107 транспортними ескадрильями.
В ході Кримської операції 1944 року ескадрилья була перебазована до Румунії і 25 серпня цього ж року фактично припинила своє існування. Деякі льотчиці продовжували працювати інструкторками, пілотесами зв'язку або пілотесами транспортних літаків. Зі встановленням комуністичного режиму в Румунії льотчиць ескадрильї переслідували, аж до тюремного ув'язнення і депортації. Відомості про ескадрилью були повернуті в публічний дискурс тільки після Румунської революції 1989 року.

## Створення
Ідея створення загону санітарної авіації під егідою Червоного Хреста з пілотами-жінками на зразком фінської жіночої організації «Лотта Сверд» виникла у Марини Штірбу в 1938 році після відвідин Фінляндії. Командування Королівських ВПС Румунії схвалило ідею і запросило Штірбей провести пробні польоти на військових маневрах. Як членкиня комітету Румунського Червоного Хреста Штірбу запросила на маневри льотчиць Маріану Дреджеску, Надію Руссо, Вірджинію Томас, Вірджинію Дуджеску і Ірину Бурнаю.
Після успішних польотів на санітарному літаку Маріана Дреджеску, Надя Руссо і Вірджинія Томас отримали свідоцтва про придатність до служби у військовій авіації. Пропозиція про створення жіночого санітарного авіазагону усхвалив заступник держсекретаря Румунії з питань авіації Георге Йіенеску, і 25 червня 1940 року була створена Санітарна ескадрилья, до складу якої увійшли льотчики-стажисти Надя Руссо, Маріана Дреджеску, Вірджинія Томас і Вірджинія Дуджеску. Командував ескадрилью капітан Георгій Валварі. Ескадрилья розташувалася на аеродромі Беняса в Бухаресті. Пілоти мали статус некомбатантів, але для того, щоб в разі захоплення суперником не рахуватися шпигунами, пілоти ескадрильї мали військове звання лейтенантів, носили військову форму і отримували грошове забезпечення.

## Діяльність
Під час Другої світової війни ескадрилья займалася евакуацією поранених зі Східного фронту.

### 1941 рік: Бессарабія і Одеса

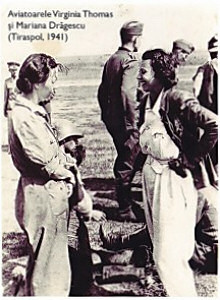
Льотчиці Вірджинія Томас і Маріана Дрегеску в Тирасполі, 1941 рік

Незадовго до 22 червня ескадрилья була відправлена на аеродром з Фокшани, а 22 червня перебазувалася в Текуч. У той час до складу ескадрильї входили пілоти Надя Руссо, Маріана Дреджеску і Вірджинія Томас, а також сержант Миколу Попеску, який літав на літакуPotez 650. Командував ескадрилью лейтенант Траян Деметреску. 10 липня до ескадрильї приєдналися: пілот Вірджинія Дуцеску, медсестра Іоана (Бика) Градінеску і санітар Георг Ернест.
До 20 серпня літаки ескадрильї з міст Роменешть, Бессарабка, Хинчешти, Кишинів, Бєльці і Арциз перевезли близько 200 поранених.
21 серпня ескадрилья перебазувалася в Бендери. Під час Одеської битви пілоти ескадрильї виконували до чотирьох вильотів в день. Посадки проводилися на непідготовлених майданчиках при постійній небезпеці атак радянської авіації. Вірджинія Дуджеску не впоралася зі стресом і 1 вересня покинула ескадрилью. Для інших авіаторів кампанія 1941 року завершилася 6 листопада, коли літаки RWD-13 були відправлені на капітальний ремонт.
Під час боїв за Одесу ескадрилья евакуювала 700 поранених. А з 22 червня по 31 грудня 1941 року румунська авіація евакуювала з фронту 5249 поранених і хворих.
Всі льотчики ескадрильї були відзначені Королівським указом №. 2712 від 12.09.1941, в тому числі чотири пілоти, були нагороджені Орденом за авіаційну доблесть з мечами класу «Золотий хрест». А Іоана Градінеску була нагороджена медаллю за авіаційну війну (Medalia Aeronautică de Război), а Георге Ернест — хрестом«Санитарные заслуги».

### 1942 рік: Сталінград
В 1942 році ескадрилья була перейменована в 108-ю легку транспортну ескадрилью і увійшла до складу Військово-повітряної транспортної групи поряд з 105 і 107 транспортними ескадрильями.
1-а ланка

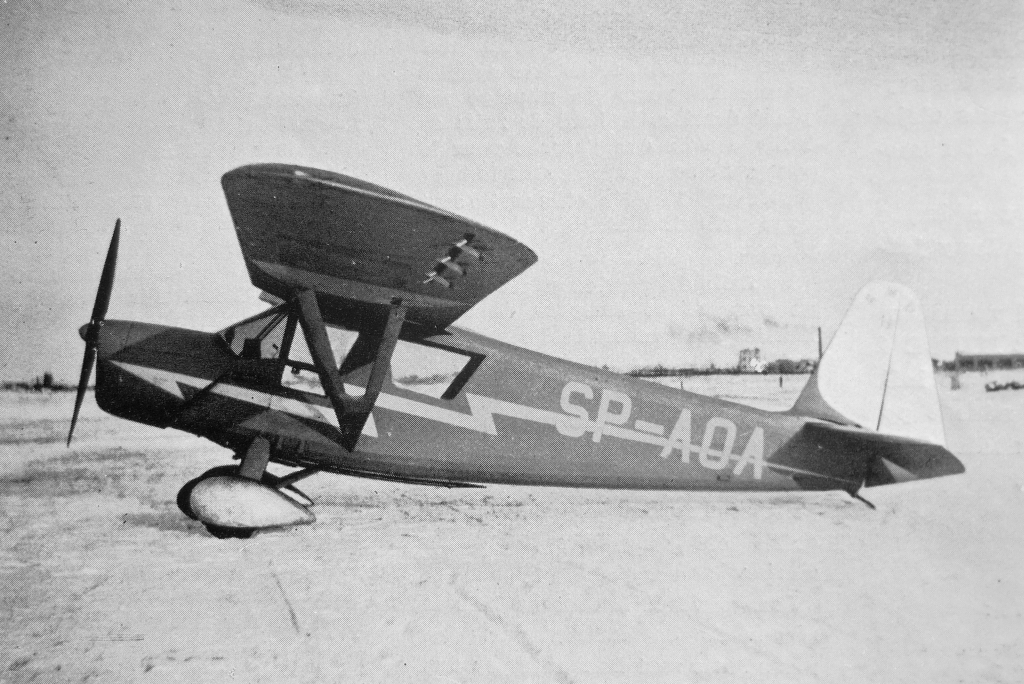
RWD 13

10 квітня 1942 року була створена Військово-повітряна транспортна група, укомплектована пілотами державної авіакомпанії LARES (рум. Liniile Aeriene Române Exploatate de Stat і пілотами «Білої ескадрильї» (командир — капітан Октав Грігоріу (Octav Grigoriu). До складу групи входили 105-а і 107-а ескадрильї, оснащені літаками Junkers Ju 52 і 108-а легка транспортна ескадрилья, оснащена легкими одномоторними літаками. В той час пілотами I ланки були Надя Руссо, Маріана Дреджеску, сержант Вірджинія Томас, сержанти Миколу Гевенеску і Іон Радлеску і льотчик-санітар Костянтин Попеску. До складу ланки входили три літаки RWD-13 і три літаки RWD-13S. Льотчиками II ланки були сержанти Миколу Дочулеску, Олександру Соло, Шербан Менчулеску, Штефан Петреску, Георге Кожокару, пілот-волонтер Вікторія Поколіть, пілот-волонтер Марія Миколу і пілот-волонтер Смаранда Бреєску. До складу ланки входили 7 літаків RWD-13 і один літак Bücker Bü 131.
15 травня льотчиці Надя Руссо, Маріана Дреджеску і Вірджинія Томас були нагороджені Орденом Заслуг німецького орла III ступеня; 18 травня журнал Hamburger Illustrierte публікує про них статтю з фотографією на обкладинці.
18 серпня I ланка 108-ї ескадрильї перебазувалася під Сталінград на аеродром Котельниково в 160 км на північний захід від Сталінграда. Друга ланка 108-ї ескадрильї 30 серпня перебазувалася в м. Сталіно.

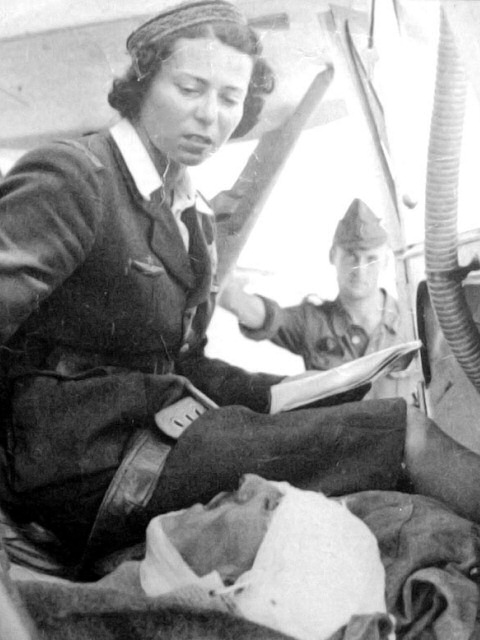
Маріана Дреджеску перед польотом з пораненим. Сел. Плодовите, вересень 1942 року. На задньому плані — Георгій Ернест.

Ескадрилья займалася евакуацією поранених в Тирасполь. 10 вересня ескадрилья була переведена в сел. Плодовите в 40 км на південь від Сталінграда.
1 жовтня 1-а ланка отримала наказ про переведення з Плодовитого в Котельникове, а 24 жовтня літаки ланки були відправлені поїздом в Бухарест. Під час ремонту льотчиці ескадрильї пройшли навчання в школі медсестер при військовому госпіталі «Регіна Елізабет».
З серпня по жовтень 1942 1-а ланка евакуювала більше 300 поранених, при цьому кожен літак здійснював, в середньому по 3 рейси на день. За героїзм у Сталінградській кампанії Надя Руссо, Маріана Дреджеску і Вірджинія Томас були нагороджені Орденом Хреста королеви Марії.
2-а ланка
Друга ланка 108-ї ескадрильї базувалася в Сталіно, щодня здійснюючи по 3-4 рейси з перевезення поранених із прифронтової зони. 27 жовтня ланка перемістилося в Ростов, потім в Морозовськ і 2 листопада - знову в Ростов. 8 січня 1943 року ланка повернулося до Румунії на аеродром Беняса (Băneasa). У період з 1 по 15 листопада літаки 2-ї ланки евакуювали понад 250 поранених.

### 1943 рік: Крим
30 травня командиром ескадрильї був призначений капітан Костянтин Афендулі. Всі літаки була зібрані в першу ланку. Пілотами в цей час були Маріана Дреджеску, Вірджинія Томас, Стела Гута, Марія Миколу, Вікторія Поколіть і Штефан Петреску. Надя Руссо була змушена піти у відставку за станом здоров'я. Ланка мало три літаки RWD-13S і три RWD-13.
8 липня перша ланка ескадрильї вилетіла на аеродром Сімферополь в Криму. Звідси евакуювалися поранені з Кубанського фронту між Керчю та Сімферополем. Вже після двох польотів Марії Миколу довелося повернутися в Бухарест.
Ескадрилья також виконувала розвідувальні польоти: 13 июля пілоти Маріана Дреджеску, Смаранда Бреєску і Стела Гута провели розвідку на маршруті Сімферополь — Сарабуз — Сімферополь; Вірджинія Томас по тому ж маршруту з генералом Петреску на борту. 14 липня пілот Маріана Дреджеску і Стела Гута провели розвідку по маршруту Сімферополь — Керч — Сімферополь, а Вірджинія Томас і Марія Миколу — по маршруту Сімферополь — Євпаторія — Сімферополь. 19 липня Смаранда Бреєску і Стела Гута провели розвідку по маршруту Сімферополь — Керч — Сімферополь. Ці польоти повторювалися до 6 жовтня.
В кінці серпня Вікторія Покол була відкликана в Бухарест за дисциплінарне порушення. Ланка втратила перший літак: RWD-13S № 3, пілотований Штефаном Петреску, був пошкоджений в результаті вимушеної посадки через відмову двигуна. Через наступ радянських військ аеропорт Сімферополя став небезпечним, тому 22 вересня літаки ланки були відправлені в Румунію, а ланку розформовано. За всю свою діяльність ескадрилья не мала льотних пригод.
13 квітня 1944 року ескадрилья була переведена в Бакеу, де пробула чотири місяці. Між 22 і 25 серпня ескадрилья була переведена в Петешті, потім в Келераші і, нарешті, була відправлена в Меркулешти. Це поклало край існуванню санітарної ескадрильї, яка фактично припинила свою діяльність 25 серпня 1944 року.

## Епілог

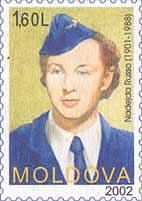
Поштова марка Молдови, присвячена Надії Руссо, 2001 рік.

За час війни ескадрилья евакуювала в тил понад 9000 поранених і хворих румунської та німецької армій. Румунія була єдиною країною в світі, в якої під час Другої світової війни була така ескадрилья.
Після встановлення комуністичного режиму в Румунії льотчиці ескадрильї піддавалися переслідуванню, навіть до тюремного ув'язнення і депортації. Публічні відомості про ескадрилью були повернуті тільки після падіння комунізму в 1989 році.

## У мистецтві
У 1943 році італійська кіностудія Artisti Associati за сприяння Національного бюро кінематографії Румунії зняла фільм «Squadriglia Bianca»(режисер Іон Сава; в головних ролях Клаудіо Гора, Люсія Стурдза-Буландра, Тіно Бьянкі і Маріелла Лотті). Фільм вийшов на екрани в Італії в 1944 році, але потім був заборонений окупаційною владою союзників. Негатив і копії вважаються втраченими. Самі авіатори вважали фільм дешевою мелодрамою, далекою від того, чим насправді була «Біла ескадрилья».

## Пам'ять
- Після розпаду СРСР вулиця імені Марини Раскової в Кишиневі була перейменована у вулицю Надії Руссо[41].

## Фотоархів

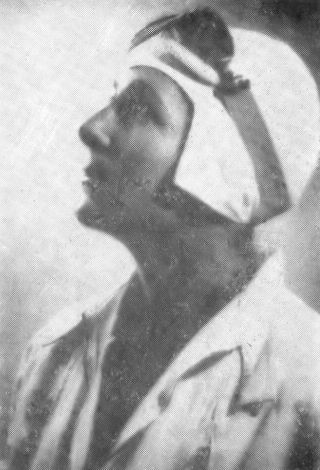
Марина Штрібей
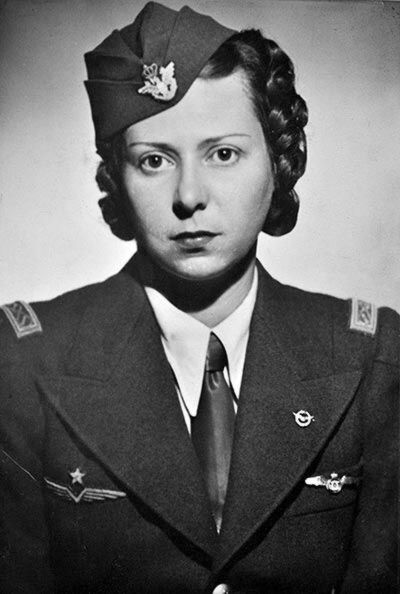
Маріана Дреджеску
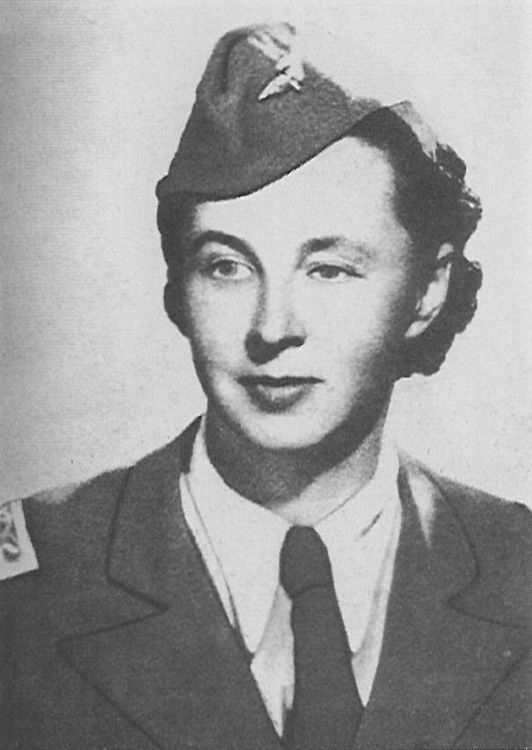
Надя Руссо
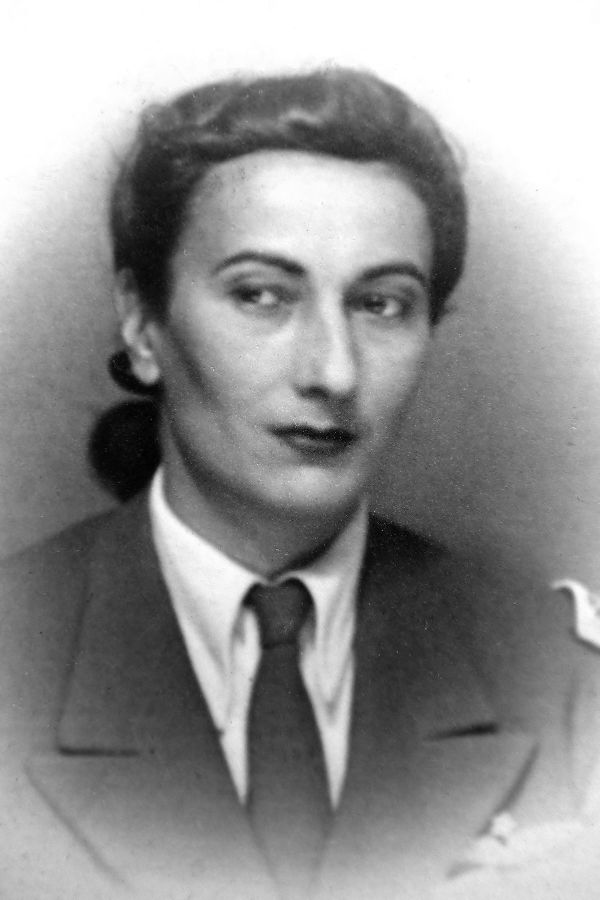
Вірджинія Дутеску
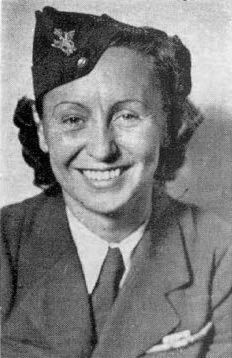
Вірджинія Томас
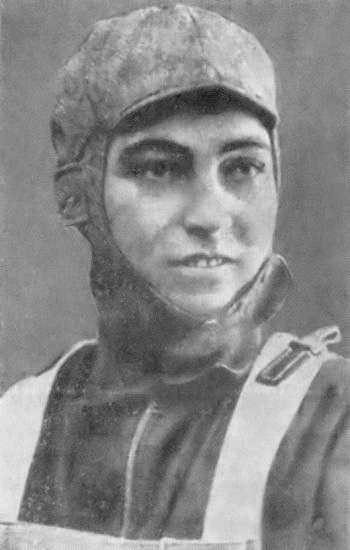
Смаранда Браеску
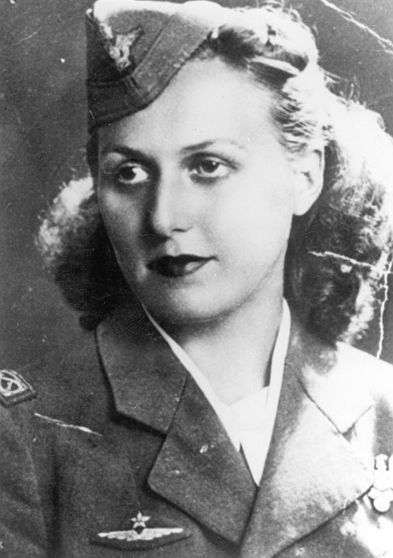
Стелла Гута

## Виноски